# 足利義輝
足利義輝（日语：／ Ashikaga Yoshiteru，1536年3月31日—1565年6月17日），日本室町幕府的第十三代征夷大將軍。原名足利義藤，為人剛毅，別稱強情公方。足利義輝的父親是第十二代將軍足利義晴、親胞弟則是第十五代將軍足利義昭。義輝也是阿波公方足利義維的侄子，以及第十四代將軍足利義榮的從兄。

## 生平

### 少年時期
幼名菊童丸，天文5年（1536年）3月10日出生在東山南禪寺，是第12代將軍足利義晴的嫡子。出生之後送給外祖父近衛尚通當猶子。（《後法成寺關白記》，天文5年3月11日、4月6日條）
在此期間，足利義晴與掌握實權的幕府管領細川晴元長期失和，多次發生軍事衝突。天文10年（1541年）義晴戰敗，逃往近江國坂本，菊童丸也隨同逃亡。天文11年（1542年）與父親一起返回京都，但翌年再次與父親逃往近江坂本、朽木谷。
天文15年（1546年）12月，足利義晴把將軍职位讓給了11歲的菊童丸。由於處在逃亡之中，將軍的就職儀式在近江坂本的日吉神社（今日吉大社）祠官樹下進行，同時進行他的元服禮，以六角定賴為烏帽子親，取名義藤；足利義晴則以大御所的身份管理政務。1548年，足利義晴同細川晴元和解，回到了京都。晴元也隨即承認了義藤的將軍身份。

### 與三好長慶的戰鬥
然而細川晴元的家臣三好長慶叛變了晴元，歸附了細川氏綱，迅速崛起成為了畿內的一大勢力。足利義晴、足利義藤以及細川晴元一起逃離京都，再次來到近江國的坂本，居住於常在寺。1550年5月，足利義晴在常在寺死去。此後遷往堅田，翌年移駕朽木。
天文21年（1552年）正月，足利義藤以任命細川氏綱為管領為條件，與三好長慶達成和解，回到京都。但義藤這個幕府將軍有名無實，是三好長慶和其家臣松永久秀的傀儡。翌年（1553年），在細川晴元的支持下同長慶作戰，失敗逃往近江國朽木村；此後5年的時間裡都在那裡度過。1554年2月12日，逃亡中的義藤將自己的名字改為義輝。
永祿元年（1558年）5月，在六角義賢（即六角承禎，定赖之子）的支援下，同細川晴元一起遷往坂本，在這裡可以俯瞰京都。翌月在如意嶽佈陣同三好長逸等作戰。由於受到六角義賢的支援，足利軍最早處於優勢；但後來三好長慶派弟弟三好實休反攻，戰局逆轉。11月，在六角義賢的仲介調停下，足利義輝與三好長慶達成和解，永祿5年回到京都，再開幕政。同年12月28日，迎娶舅父近衛稙家的女兒為正室。三好長慶在幕府中權傾一时，擔任御相伴眾一職並被推薦為修理大夫，同時將三好氏的家臣安插擔任幕府的各個要職。足利義輝試圖奪回的權力，多次暗殺三好長慶但皆失敗。

### 將軍親政
為了恢復將軍的權威，足利義輝盡力和各地的戰國大名打好關係。他曾多次調停大名之間的衝突，例如伊達晴宗與伊達稙宗（1548年）、武田晴信與長尾景虎（1558年）、島津貴久與大友宗麟（1560年）、毛利元就與尼子晴久（1560年）、毛利元就與大友宗麟（1563年）、上杉輝虎與北條氏政以及武田晴信（1564年）等等，使將軍威信有所提高。同時出於懷柔政策，任命大友義鎮為筑前、豐前守護，任命毛利隆元為安藝守護，同時批准三好長慶、三好義興父子使用桐紋作為家紋。此外將自己的偏諱「輝」字授予了戰國大名毛利輝元、伊達輝宗、上杉輝虎（即謙信），以及足利氏一門的足利輝氏等人（此前名叫「義藤」的時候曾將「藤」字授予細川藤孝、足利藤氏和筒井藤勝），將足利將軍家的通字「義」字授予了島津義久、武田義信等人。
《穴太記》對足利義輝的政治手腕給予了很高的評價，許多大名先後承認了將軍的權威，織田信長、上杉謙信等人先後上洛拜見將軍，大友宗麟也向將軍獻上鐵炮。
永祿年間，甲斐國的武田信玄（即武田晴信）勢力擴展到信濃國，與越後國的長尾景虎（上杉謙信）接壤後，發生衝突，爆發多次川中島之戰。足利義輝為兩者居中調停，武田信玄以得到信濃守護一職為撤軍的條件。足利義輝同意了他的條件，授予信玄信濃守護之職。但武田信玄得寸進尺，希望上杉謙信的勢力完全退出信濃，因此後來在永祿4年足利義輝命令逃亡在外的前信濃守護小笠原長時歸國。

### 統治末期
1558年（永祿元年）足利義輝回到京都以後，三好長慶的權力依然很大，畠山高政和六角承禎對此非常不滿，在畿內舉兵反對三好氏。在久米田之戰中，三好氏一族的三好實休遭鐵砲中彈身亡戰死，三好氏迅速地出現了衰退跡象。1562年（永祿5年），原本與三好長慶同盟壟斷幕政的政所執事伊勢貞孝突然與長慶反目，但義輝轉而支持長慶，改任攝津晴門為新的政所執事。這激怒了貞孝，舉兵叛亂，但於9月被長慶擊斃。這使將軍的勢力重新抬頭，逐漸開始掌握幕政。1564年（永祿7年）三好長慶病死。失去政敵的義輝趁機開始恢復幕府將軍的權力。
但長慶死後三好氏的權力悉歸松永久秀管理。松永久秀和三好三人眾見義輝開始恢復權力，視之為眼中釘；計劃廢黜義輝，立足利義維的嫡子足利義榮為新將軍。而在1563年觀音寺騷動以後，義輝所依賴的南近江國六角氏，被北近江淺井氏逆轉反攻而迅速衰退。這使義輝失去了外援。永祿8年（1565年）5月19日，松永久秀和三好三人眾以及主君三好義繼，奉足利義榮為主叛亂，襲擊了足利義輝所居住的二條御所。義輝奮勇抵抗，寡不敵眾，最後叛軍將城內的紙門與紙窗等拆下來作盾牌，將義輝壓倒並殺死。享年30歲（滿29歲）。攝津晴門的嫡子攝津系千代丸也一起戰死。足利義輝的生母慶壽院亦殉死。

## 人物
- 足利義輝曾持有天下五劍之四（除數珠丸外），並在遭松永久秀襲擊時全數使用。
- 足利義輝在早年曾接受上泉信綱、塚原卜傳的指導，是日本歷史上武術最為精湛的幕府將軍，人稱「劍豪將軍」。 塚原卜傳曾傳授給義輝「一之太刀」的奧義，而這些卜傳沒有傳授給北畠具教、細川藤孝等徒弟，足見卜傳對義輝武功的認可。
- 在居所受到松永久秀襲擊的時候，足利義輝將自己收藏的名刀都插在身旁，與來襲的敵軍決戰，砍鈍一把就換另一把，據傳義輝一人在室內與叛軍相持達三小時，無人可以近身。最後叛軍將城內的榻榻米拆下作為盾牌，將義輝圍住並壓倒，再用長槍刺死被壓住的將軍。又傳義輝被敵軍圍困，以一己之力力戰五百餘人毫髮無傷，最後叛軍無奈之下只好將義輝以亂箭射死。
- 足利義輝試圖恢復失去的將軍權威，但他卻無視天皇的存在。1565年，正親町天皇下令將耶穌會傳教士逐出京都，但足利義輝拒絕執行這個命令。

## 官歷
※ 日期＝旧曆
- 天文15年（1546年）
  - 7月27日敘從五位下。
  - 11月19日昇叙正五位下，任左馬頭。
  - 12月19日元服，取名義藤。
  - 12月20日敘從四位下，受封征夷大将軍。
- 天文16年（1547年）
  - 2月17日補任参議，兼任左近衛中将。
- 天文23年（1554年）
  - 2月12日昇叙從三位，改名義輝。
- 永禄8年（1565年）
  - 5月19日薨去。
  - 6月7日追贈從一位左大臣。

## 墓所・肖像

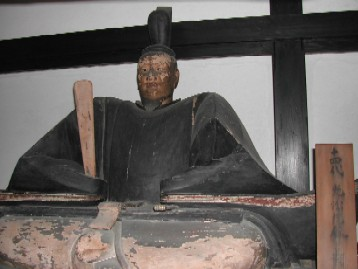
足利義輝木像（等持院靈光殿藏）
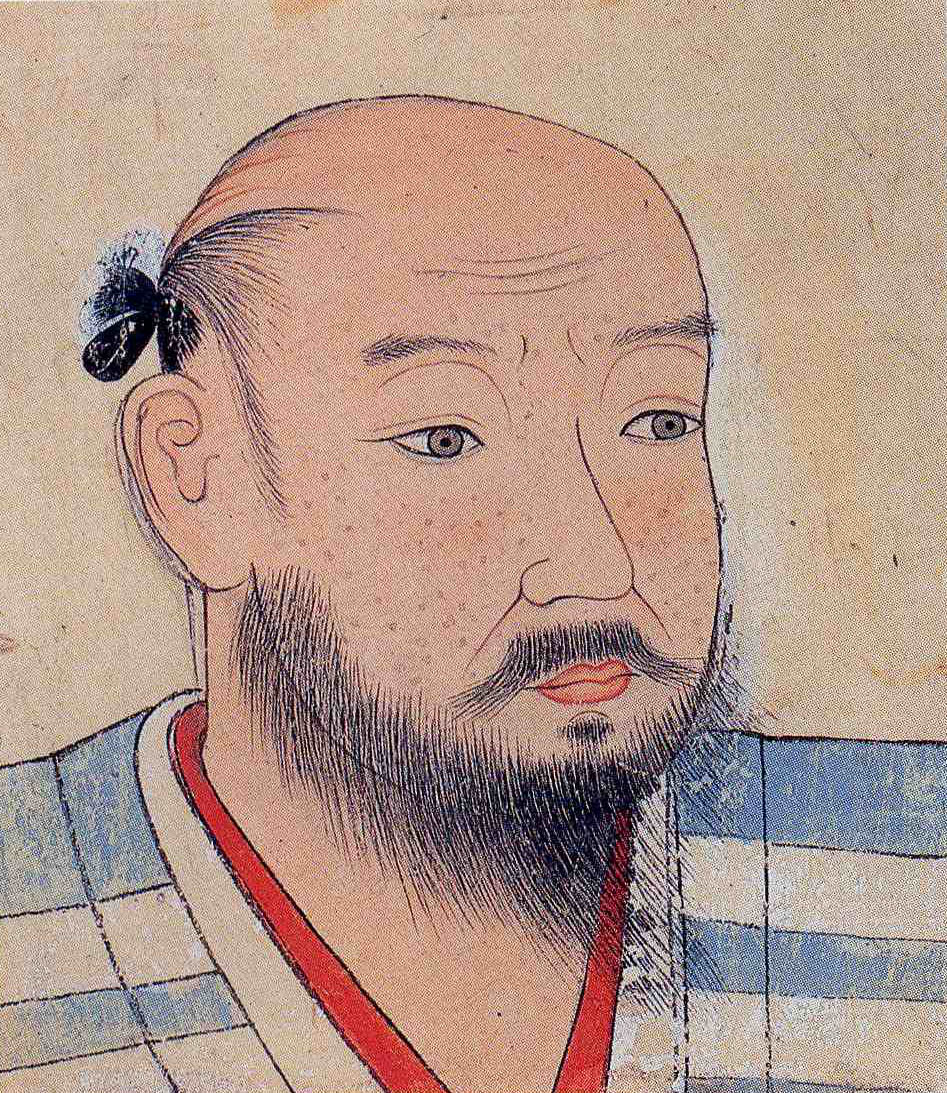
足利義輝像紙形（土佐光吉筆、京都市立藝術大學藝術資料館藏）

墓所
法号光源院融山道圓。供養塔位於山口縣山口市的俊龍寺。
肖像
- 肖像画
  - 國立歷史民俗博物館本（直垂姿。重要文化財）
  - 真正極樂寺本（與歷博本描繪的一樣）
  - 光源院本（束帶姿）
  - 益田家本（束帶姿）

另有源貳（土佐光吉）所繪的足利義輝畫像，藏於京都市立藝術大學。
- 木像 - 等持院像、鑁阿寺像

## 家庭
- 父親：足利義晴
- 兄弟：足利義昭、足利周嵩
- 正室：近衛植家之女
- 子：
  - 嫡男：足利義高
  - 次男：足利義辰

## 接受義輝偏諱的人物
| - 足利藤氏 - 足利藤政 - 足利輝氏 - 細川藤孝（幽齋） - 細川藤賢 - 一色藤長 - 朽木藤綱 - 松田藤弘 | - 大館藤安 - 大館輝光 - 細川輝經 - 一色輝喜 - 一色輝元 - 大內輝弘 | - 上杉輝虎（謙信） - 伊達輝宗 - 仁木輝綱 - 毛利輝元 - 上野輝加 - 上野輝清 | - 荒川輝宗 - 朽木輝孝 - 彥部輝信 - 江馬輝盛 - 最上義光 - 島津義久（義辰） - 三好義興（義長） | - 武田義信 - 太田垣輝延 - 朝倉義景 - 相良義陽 - 尼子義久 - 赤松義祐 |

## 登場作品
小說
- 劍豪將軍義輝（德間文庫、宮本昌孝（日语：宮本昌孝）著）
- 義輝異聞 將軍之星（德間文庫、宮本昌孝著）
- 將軍義輝之死（角川春樹事務所、宮城賢秀（日语：宮城賢秀）著）
- 無明長夜之劍（講談社、池宮彰一郎（日语：池宮彰一郎）著）

影視劇
- 天與地（1969年、NHK大河劇、演：山本學）
- 國盜物語（日语：国盗り物語 (NHK大河ドラマ)）（1973年、NHK大河劇、演：竹脇無我）
- 信長KING OF ZIPANGU（1992年、NHK大河劇、演：宮田恭男）
- 織田信長（日语：織田信長 (1994年のテレビドラマ)）（1994年、TX、演：北大路欣也）
- 國盜物語（日语：国盗り物語#新春ワイド時代劇版）（2005年、TX、演：千葉哲也）
- 功名十字路（2006年、NHK大河劇、演：山口祥行）
- 麒麟來了（2020年、NHK大河劇、演：向井理）

舞台劇
- 劍豪将軍義輝～輝映戰國的清爽之星～（2016年、EX THEATER ROPPONGI、演：染谷俊之）
- 舞台刀劍亂舞 悲傳 不如歸的結點（2018年、明治座、演：中河內雅貴）

游戲
- 戰國BASARA 4及戰國BASARA 4：皇（2014年、配音：池田秀一）

| 足利義輝        |                                         |                 |
| 军职            |                                         |                 |
| 前任： 足利義晴 | 征夷大將軍 1547年1月11日－1565年6月17日 | 繼任： 足利義榮 |
| 貴族爵位和頭銜  |                                         |                 |
| 前任： 足利義晴 | 足利將軍家第13代當主 1547年 - 1565年    | 繼任： 足利義榮 |